# Saint-Avit (Drôme)
Saint-Avit ist eine französische Gemeinde im Département Drôme. Saint-Avit gehört zum Arrondissement Valence und zum Kanton Drôme des collines (bis 2015: Kanton Saint-Vallier). Die Gemeinde hat 320 Einwohner (Stand: 1. Januar 2022), die Saint-Avitois genannt werden.

## Geographie
Saint-Avit liegt etwa 60 Kilometer westlich von Grenoble. Umgeben wird Saint-Avit von den Nachbargemeinden Châteauneuf-de-Galaure und Saint-Martin-d’Août im Norden, Tersanne im Osten und Nordosten, Bathernay im Osten und Südosten, Ratières im Süden, Claveyson im Südwesten sowie Saint-Jean-de-Galaure im Westen und Nordwesten.

## Geschichte
1869 wurde Saint-Avit aus der heutigen Nachbarkommune Ratières herausgelöst und eigenständig.

## Bevölkerungsentwicklung
| Jahr                       | 1911 | 1962 | 1968 | 1975 | 1982 | 1990 | 1999 | 2006 | 2013 |
| -------------------------- | ---- | ---- | ---- | ---- | ---- | ---- | ---- | ---- | ---- |
| Einwohner                  | 419  | 311  | 276  | 240  | 231  | 212  | 242  | 300  | 296  |
| Quellen: Cassini und INSEE |      |      |      |      |      |      |      |      |      |